# HOPE (ミュージカル)
『HOPE』（ホープ、原題：호프: 읽히지 않은 책과 읽히지 않은 인생）は、2019年に韓国で初演されたミュージカル作品。フランツ・カフカの未発表原稿をめぐる裁判をモチーフに作られた裁判劇である。
第4回韓国ミュージカルアワードで大賞・脚本賞・演出賞を受賞するなど、韓国内外で高い評価を得た。

## 韓国での上演記録
- 制作：R＆Dworks
- 演出：오루피나
- 脚本・作詞：Kang Nam（강남）
- 作曲：Kim Hyo-Eun（김효은）
- 初演：アルコ芸術劇場大劇場（2019年1月9日 - 2019年1月20日）、斗山アートセンターヨンガンホール（2019年3月28日 - 2019年5月26日）
- 再演：斗山アートセンターヨンガンホール（2020年11月19日 - 2021年2月21日）

## 日本での上演記録

### 2021年
2021年10月、本多劇場で日本語版が初演された。高橋惠子にとって本作が初めてのミュージカル主演作となる。

#### スタッフ
- 上演台本・訳詞・演出：新納慎也
- 振付：木下菜津子
- 音楽監督：落合崇史

#### キャスト
- エヴァ・ホープ - 高橋惠子
- K - 永田崇人、小林亮太（Wキャスト）
- 過去のホープ - 清水くるみ
- マリー - 白羽ゆり
- 中山昇
- 縄田晋
- 染谷洸太
- 木暮真一郎
- カデル - 上山竜治
- ベルト - 大沢健

### 2024年
2024年3月、ところざわサクラタウンジャパンパビリオンホールA、シアタードラマシティー、I'M A SHOWにて「Musical『HOPE』THE UNREAD BOOK AND LIFE」の公演名で上演。

#### スタッフ
- 演出:Lupina Oh[3]
- 音楽監督:福井小百合[3]
- 上演台本:下平慶祐